# Protrama flavescens
Protrama flavescens är en insektsart som först beskrevs av Koch 1857. Enligt Catalogue of Life ingår Protrama flavescens i släktet Protrama och familjen långrörsbladlöss, men enligt Dyntaxa är tillhörigheten istället släktet Protrama och familjen barkbladlöss. Enligt den finländska rödlistan är arten nära hotad i Finland. Arten är reproducerande i Sverige. Artens livsmiljö är ruderatmarker, vägrenar och banvallar. Inga underarter finns listade i Catalogue of Life.